# Belu-Simion Făinaru
Belu-Simion Făinaru (n. 6 noiembrie 1959, București, România) este un sculptor româno- israelian și artist de instalație care trăiește la Haifa și la Antwerpen.

## Biografie și operă

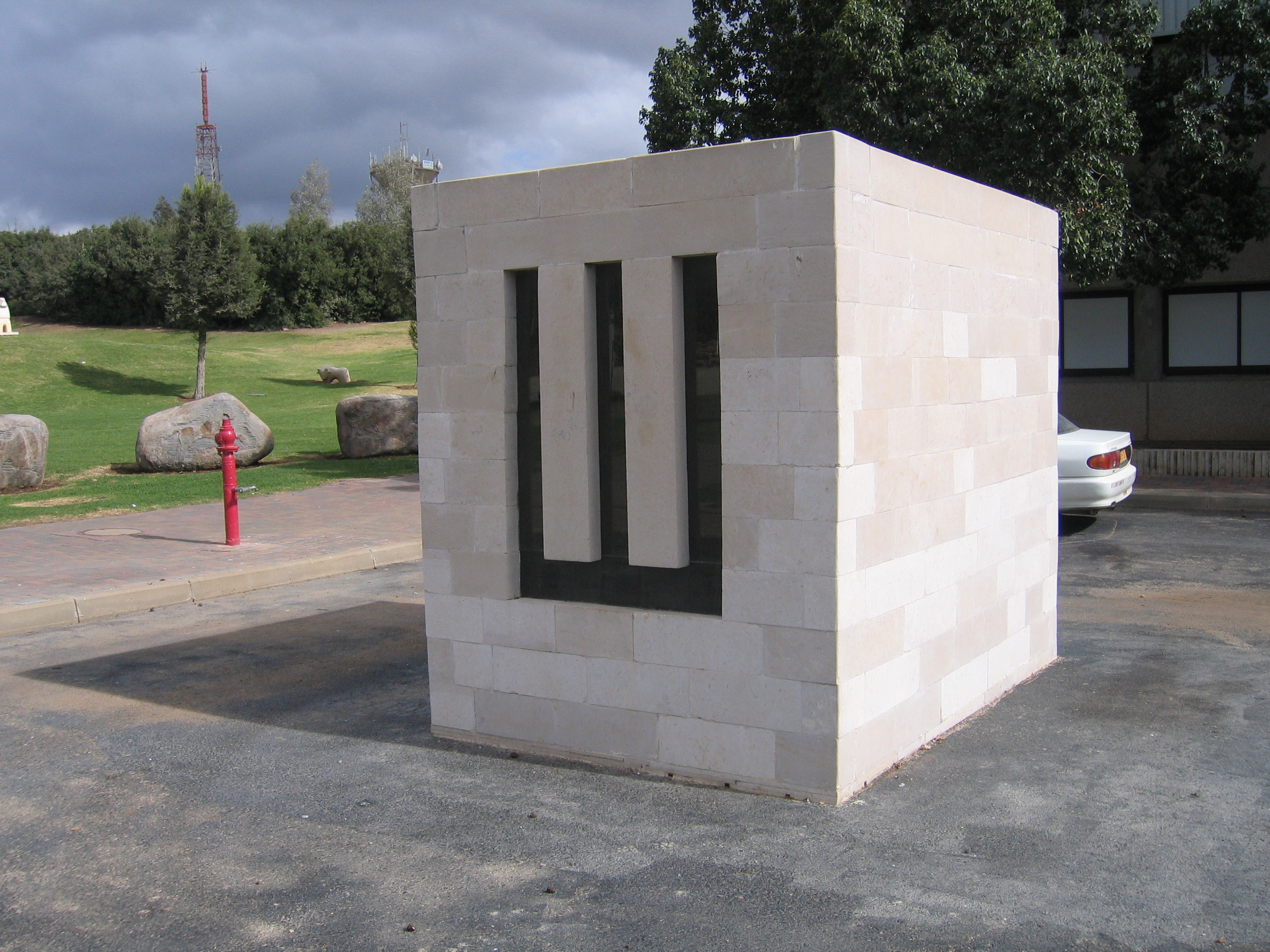
Belu Simion Fainaru: Sculptura Sham/There (1996)

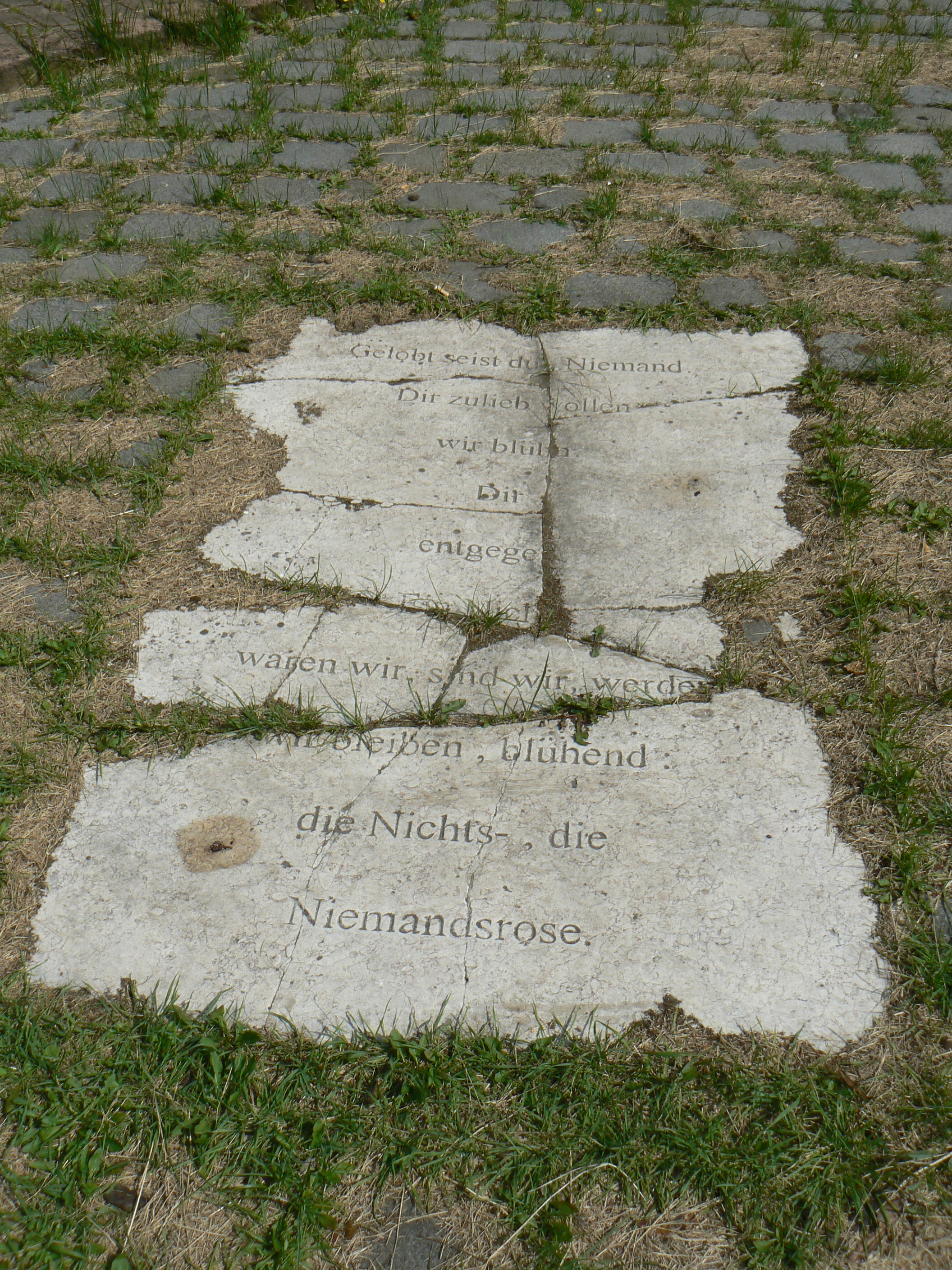
Sculptura Bait / Haus (1998/1999), Duisburg

Belu-Simion Făinaru a studiat arta și filosofia la Universitatea din Haifa și arta și designul la Universitatea din Chicago. A absolvit un masterat of fine Arts.
De asemenea, a studiat la Academia Domus din Milano și la Académie royale des Beaux-Arts din Bruxelles în Belgia. Făinaru este profesor din 1984 la Facultatea pentru Arhitectură la  și a susținut cursuri la universități din Belgia și Japonia.
În 2008, Făinaru a lua parte la înființarea Mediterranean Biennale, 2014 (cu Hubertus Wunschik), la înființarea Free International Art Academy-FIAA, iar în 2015 la înființarea Muzeului Arab de Artă Contemporană (Arab Museum of Contemporary Art (AMOCA)) din Sakhnin, Israel.
Făinaru a avut expoziții individuale la Muzeul Israel din Ierusalim, Muzeul din Anvers, Lehmbruck-Museum din Duisburg și Muzeul din Saitama, Japonia.
Făinaru a participat la Documenta IX la Kassel în 1992, la Bienala din Veneția din 1993, la Bienala Sonsbeek din Arnhem în 1993 și la Bienala de artă contemporană, Bienal de La Habana, Havana, Cuba în 2006.
Din 1985, Făinaru a primit numeroase premii pentru munca sa.

## Legături externe
- Site-ul lui Belu-Simion Fainaru Arhivat în 14 iunie 2018, la Wayback Machine.